# Найт, Крис

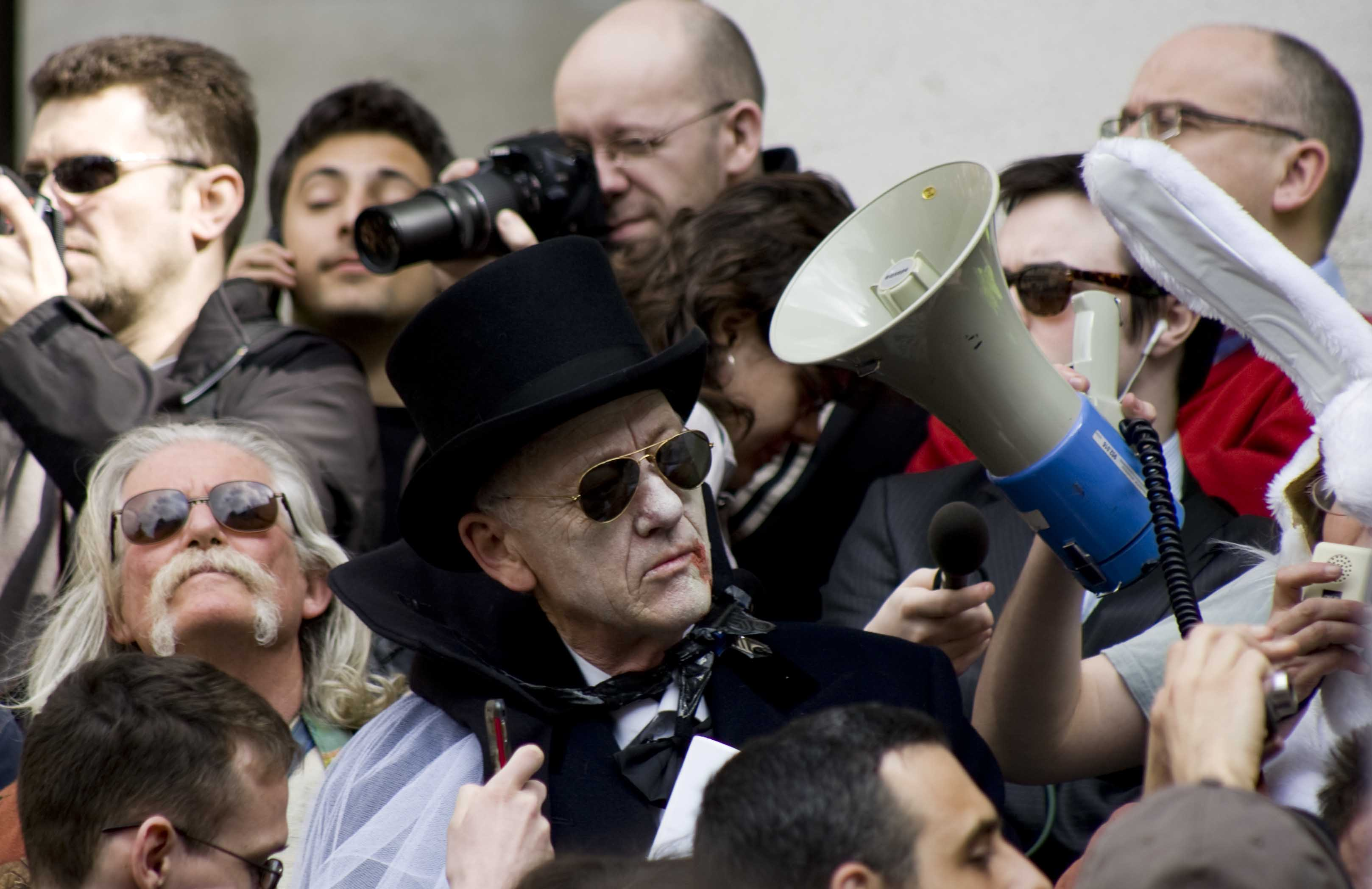
Крис Найт в образе графа Дракулы на уличной демонстрации против саммита «Большой двадцатки» в Лондоне, 2009 год

Крис Найт (англ. Chris Knight; род. 1942 года) — британский антрополог и общественный деятель.
Член-основатель Радикальной группы антропологии (RAG).

## Научная деятельность
Окончил Суссекский университет (магистр философии (MPhil) по русской литературе, 1977). Степень доктора философии (PhD) получил в Лондонском университете (1987) за работу о четырёхтомных «Мифологиках» Клода Леви-Стросса.
Найт, выступающий сторонником исторического материализма Карла Маркса и Фридриха Энгельса, известен благодаря выдвинутой им теории, согласно которой человеческие язык, религия и культура развились не столько в результате естественного эволюционного процесса, сколько в результате революционный социальных изменений. С момента выхода его первой книги («Кровные отношения: Менструация и истоки культуры», Blood Relations: Menstruation and the origins of culture) в 1991 году Найт является одной из ключевых фигур в дискуссии о происхождении символической культуры и языка.
Работал в Университете Восточного Лондона: с 1989 года преподаватель антропологии, с 2000 года профессор; был уволен в 2009 году из-за скандала. В настоящее время приглашённый лектор и профессор в Университете Коменского (Братислава, Словакия).

## Общественная деятельность
Хотя Крис Найт — марксист, но в СМИ его часто называют анархистом. Изначально был сторонником троцкистской тенденции «Милитант» (Militant tendency), энтрировавшейся в Лейбористскую партию. Является соучредителем и членом редакции левосоциалистического лейбористского журнала Labour Left Briefing.
Во время протестов против лондонского саммита «Большой двадцатки» (G-20) в 2009 году Крис Найт с плакатом «Ешь банкиров» в руках участвовал в костюмированной группе протестующих, разыгрывающих постановку «Правительство мертвецов». Озвученные профессором в интервью радикальные высказывания, направленные против капиталистической системы, стали поводом для руководства Университета Восточного Лондона обвинить Найта в «серьёзном нарушении профессиональной этики», «нарушении субординации» и «подрыве репутации университета». Против Найта, выступавшего также организатором предстоящего 1 апреля «Дня финансового дурака», обрушились репрессии университетских и политических властей. Это поставило под угрозу проведение «альтернативного лондонского саммита», в котором Найт должен был принять участие наравне с Кеном Ливингстоном, Тони Бенном и Кеном Лоучем. 26 марта 2009 года он был отстранён от преподавания, а 22 июля, несмотря на петицию протеста, подписанную 600 учёными и сочувствующими, окончательно уволен.
28 апреля 2011 года Найт вновь был арестован в центре Лондона и обвинён в заговоре с целью покушения на «нарушение общественного порядка и спокойствия». Трое человек, планировавших осуществить антимонархический перформанс, изображающий казнь Эндрю, герцога Йоркского, в день свадьбы принца Уильяма и Кэтрин Миддлтон.